# Fieberbrunn
Fieberbrunn é um município da Áustria, situado no distrito de Kitzbühel, no estado do Tirol. Tem 76,27 km² de área e sua população em 2019 foi estimada em 4.321 habitantes.